# 森川幾太郎
森川幾太郎（もりかわ いくたろう、1942年 - 2017年10月19日）は、日本の数学・算数教育学者。

## 人物・来歴
東京生まれ。1965年東京教育大学理学部数学科卒、東京都立深沢高等学校教諭、東京都立府中東高等学校教諭、1983年鳥取大学教育学部助教授、教授、1998年山形大学教育文化学部教授。2007年定年退官、名誉教授となる。

## 著書
- 『数の世界』 (中学生の数学国土社, 1972.9
- 『平方根と実数』 (中学生の数学ライブラリー 岩崎書店, 1978.8
- 『算数であそぼう 15　相似比』長嶺太絵. 岩崎書店, 1995.4

### 共編著・監修
- 『さんすうだいすき あそぶ・つくる・しらべる 小学校1-3年』竹内嗣郎,村野英克共編著. 民衆社, 1996.4
- 『算数だいすき あそぶ・つくる・しらべる 小学校4-6年』竹内嗣郎, 村野英克共編著. 民衆社, 1997.6
- 『できるできる算数練習帳１～６年』監修, できるできる算数練習帳編集委員会 編著. きょういくネット, 2002.1
- 『あなどるな数学 中学数学から見える世界 数量編』編著. きょういくネット, 2006.8
- 『ぐんぐんできる算数練習帳 小学1～６年』監修. きょういくネット, 2011-12